# Mugena
Mugena (in dialetto ticinese Musgena) è una frazione di 141 abitanti del comune svizzero di Alto Malcantone, nel Canton Ticino (distretto di Lugano).

## Storia
Nel territorio comunale vi era forse un insediamento romano, del quale restano alcune urne cinerarie. La prima traccia del paese risale però al 1214, quando fu menzionato con il nome di Megiadina, e poi con vari altri nomi nel corso dei secoli (Migena nel 1270, Mugiena nel 1550, Mugienna nel 1591). Non è più visibile il castrum che si trovava in località Castellaccio: della fortezza resta solo una citazione in una pergamena del 1296. Dell'epoca medievale e rinascimentale, tuttavia, restano 15 pergamene, oggi conservate nell'ex archivio comunale, che dal 1214 arrivano fino al 1526.

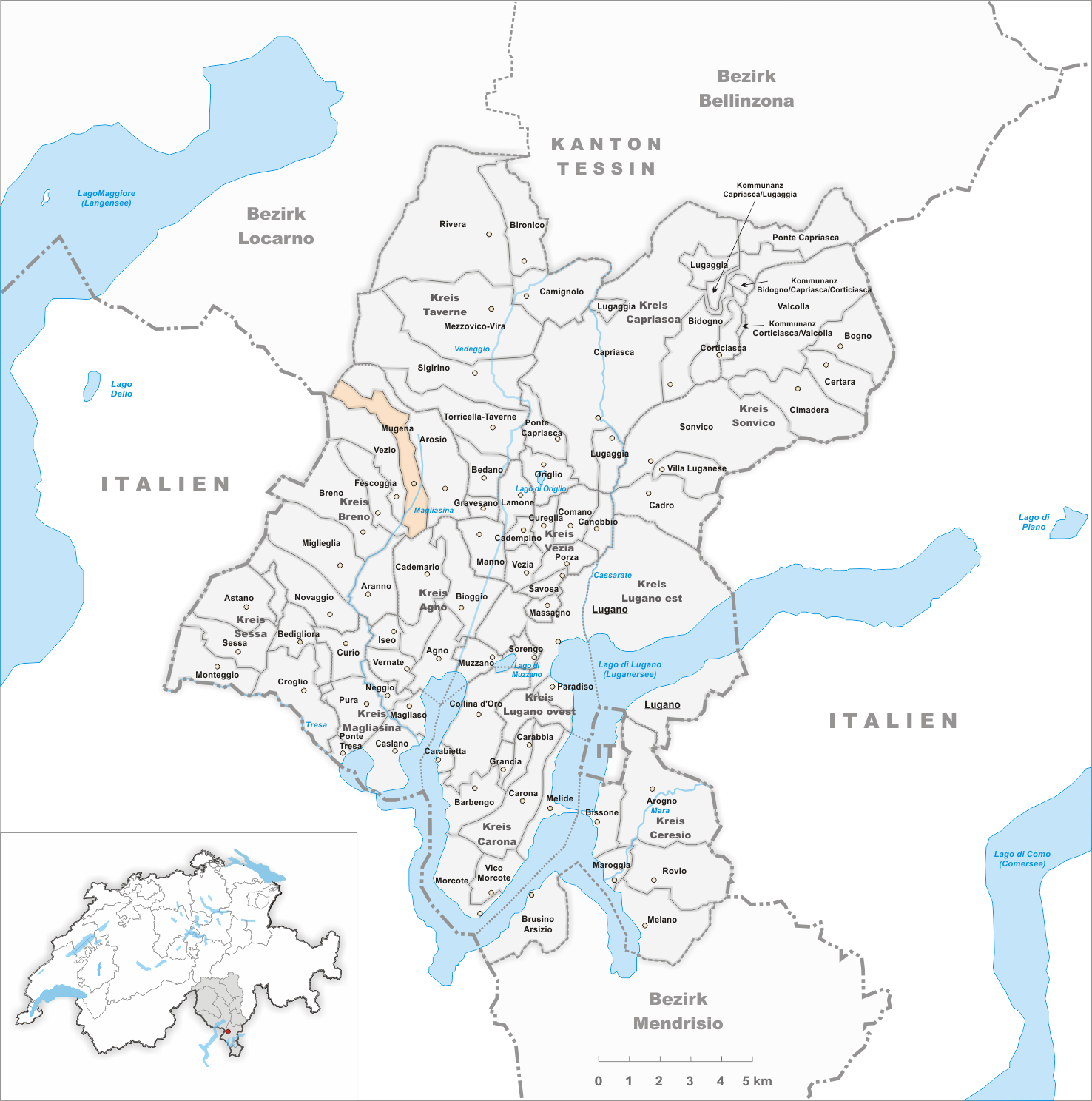
Il territorio del comune di Mugena prima degli accorpamenti comunali del 2005

Già comune autonomo che si estendeva per 3,7 km², il 14 marzo 2005 è stato accorpato agli altri comuni soppressi di Arosio, Breno, Fescoggia e Vezio per formare il comune di Alto Malcantone.

## Monumenti e luoghi d'interesse
- Chiesa parrocchiale di Sant'Agata, attestata dal 1361;[1]
- Casa con portale medievale[senza fonte];
- Casa con facciata decorata nel 1912 da Giovanni Pellegrinelli[senza fonte];
- Stalla con una formella decorata dalla testa di un cherubino sulla facciata[senza fonte];
- Rifugio Agario, dotato di due posti letto, a un'altitudine di 1574 m s.l.m.[2]

## Società

### Evoluzione demografica
L'evoluzione demografica è riportata nella seguente tabella:
Abitanti censiti

## Amministrazione
Ogni famiglia originaria del luogo fa parte del cosiddetto comune patriziale e ha la responsabilità della manutenzione di ogni bene ricadente all'interno dei confini della frazione. L'ufficio patriziale, rieletto il 26 aprile 2009, è presieduto da Dino Degiorgi.